# Рыжов — Китаев
Серге́й Сергеевич Рыжо́в (1953—2003; бас-гитара, вокал) и Ю́рий Никола́евич Кита́ев (род. 1950; барабаны, перкуссия) — известная советская и российская ритм-группа, выступавшая в составе ряда ведущих поп- и рок-групп.

## Профессиональная биография
Бас-гитарист Сергей Рыжов и ударник Юрий Китаев собрались вместе по инициативе композитора Юрия Чернавского в 1976 году. Работали совместно с Ю. Чернавским в известных группах 1970-х и начала 1980-х годов — «Фантазия», «Красные маки», «Карнавал». В конце 1981 года, под руководством Чернавского создают самостоятельную группу, впоследствии названную «Динамик», где записывают первые два альбома «Динамика» с участием Владимира Кузьмина. В это же время неуклонно совершенствовали своё мастерство, завоевав в среде поп- и рок-музыкантов репутацию гибкой уникальной ритм-группы, умеющей профессионально играть в любых современных стилях и направлениях. В конце 1981 года С. Рыжов и Ю. Китаев были признаны лучшей ритм-группой СССР.
После развала первого состава Динамика, вслед за Чернавским, перешли в группу «Весёлые ребята», и внесли уникальный вклад в запись культового альбома 1980-х — «Банановые острова». В составе «Весёлых ребят» Сергей Рыжов был назван лучшим советским бас-гитаристом в 1983 году по результатам опроса читателей ленинградского журнала «Смена». Рыжов и Китаев работали также с рок-группами Михаила Файбушевича, Игоря Гатауллина, «Воскресенье», «Аракс» и др. С их приходом в эти коллективы музыка приобретала мощное профессиональное звучание и идеальный ритм. За ними сохранялась легендарная репутация лучших вплоть до скоропостижной смерти Сергея Рыжова в 2003 году. После этого группа прекратила своё существование.
В конце 1983 года, благодаря распространению самиздатом двух первых альбомов «Динамика», записанных с участием бас-гитариста С. Рыжова и ударника Ю. Китаева, рок-группа была названа лучшей в СССР по итогам первого в советской практике опроса экспертов, проведённого газетой «Московский комсомолец» среди примерно тридцати журналистов и рок-деятелей из Москвы, Ленинграда и Таллина. Первая десятка в категории «Ансамбли» выглядела следующим образом: 1. «Динамик». 2. «Машина времени». 3. «Аквариум». 4. «Автограф». 5. «Диалог». 6. «Руя». 7. «Рок-отель». 8. «Магнетик Бэнд». 9. «Круиз». 10. «Земляне».
С. Рыжов и Ю. Китаев проработали на большой сцене более 25 лет и внесли огромный вклад в профессиональное развитие русской рок-музыки.

## Группы, сотрудничавшие с тандемом Рыжов — Китаев
- «Фантазия» (Московская филармония)
- «Красные маки» (Тульская филармония)
- «Карнавал» (Тульская филармония)
- «Динамик» (Ташкентский государственный цирк)
- «Весёлые ребята» (Москонцерт)
- Группа А. Б. Пугачёвой, (Москва)
- «Аракс» (Московский государственный театр Ленком[3])
- «Воскресенье» (Москва)
- «СВ» (Москва)

## Альбомы, записанные с участием Рыжова и Китаева
- 1980 — «Кружатся диски», ВИА «Красные маки» (фирма «Мелодия»)[4]
- 1982 — «Динамик I», рок-группа «Динамик»
- 1982 — «Динамик II», рок-группа «Динамик» (магнитоальбомы «Динамик I» и «Динамик II» переизданы целиком или частично компаниями «Союз» в 1998 году, 2CD[5]; «Moroz Records» в серии «Легенды русского рока» в 2001 году, CD; «Grand Records» в 2003 году, 2CD[6] и на других изданиях)
- 1983 — «Банановые острова» (магнитоальбом; переиздан компанией «SBI Records» в 1995 году, паблишинг компании EMI)[7]
- 1984 - «Чудо-Сновидения», рок-группа «Динамик»

## Интересные факты
— Евгений Гаврилов: — Скажите, в чём заключалась ваша работа с Китаевым и Рыжовым? Как вы добивались такой филигранной точности и динамики исполнения?
 - Юрий Чернавский: — Это легендарная история… C чего начинали? Они играли рок-н-ролл и помнили наизусть весь «Роллинг Стоунз», «Битлз» и группы, о которых 90 % человечества вообще не слышала. А они знали, играли на танцах. Но на этом материале научиться владеть инструментом нельзя. Там просто элементарные приёмы и сплошной драйв. И я потащил их по пути джаз-рока. Это «Weather Report», Стенли Кларк, Чик Кореа и т. д., с которых мы и начали.
Помню, первую композицию мы сыграли — «Return To Forever». Я запомнил это на всю жизнь, потому что там очень длинная тема, где бас, барабаны и клавиши играют в унисон. Очень хитрый ритмический рисунок, быстрый темп, и попадать нужно было в микросекунды. Нужно было не просто слушать и уметь играть, но и прочувствовать это, чувствовать музыку собственной печёнкой. Вот этим мы и занимались. Играли вот такого рода головокружительные пассажи втроём. В конце концов, это выразилось в идеальную точность.

Помню, были такие шутки: 
 — Мы заканчиваем репетицию, а в зале сидят какие-то музыканты, которые приезжали на гастроли. Мы встаём, болтаем, начинаем расходиться. И вдруг, ни на кого не глядя, Рыжий играет какую-то сложнейшую фразу на басу, а Китаец, вставая из-за установки, совершенно идеально играет на барабанах этот пассаж вместе с ним, по ходу присоединяюсь и я. Смеёмся. Китаец бросает палочки на барабаны, и как только они касаются их, одновременно Рыжий бьёт слэпом по басу и успевает ещё, пригнувшись, синхронно озвучить падение палочек на пол. Народ просто немел и смотрел на всё это, вытаращив глаза, как на диковинку. 
 Так мы развлекались. 
 Мне признался как-то один из молодых музыкантов — «…мне бы так играть научиться, как вы балуетесь…»
Это действительно были виртуозы. Бегло читали по нотам, что людям в русском роке незнакомо… Играли, как хотели — переворачивали инструмент вверх ногами, как угодно. Шесть лет практики, ежедневно по восемь — девять часов. Все были заведены до предела, всё было замешано на кайфе. 

Хватать стиль было одним из любимых наших упражнений… Как мне известно, никто в стране этим вообще не занимался. Поэтому, естественно, когда люди это слышали, то у них просто «крышу сносило»… 
 
(Газета «ПроРок», из интервью Ю. Чернавского от 17 июля 2007 года)